# Restart koalicija
Restart koalicija, bila je koalicija lijevog centra stvorena pred parlamentarne izbore 2020. u Republici Hrvatskoj. Prethodila joj je Narodna koalicija a naslijedila ju je koalicija "Rijeke pravde".  

## Stranke u koaliciji
Koalicija se sastojala od devet stranaka ljevice i lijevog centra:
| Stranka | Stranka                                                   | Kratica | Politička pozicija                      | Vođa                                | Broj zastupnika u saboru | Članstvo |
| ------- | --------------------------------------------------------- | ------- | --------------------------------------- | ----------------------------------- | ------------------------ | -------- |
|         | Socijaldemokratska partija Hrvatske                       | SDP     | socijaldemokracija proeuropejstvo       | Davor Bernardić                     | 34 / 151                 | 2020.    |
|         | Hrvatska seljačka stranka                                 | HSS     | agrarizam liberalizam                   | Krešo Beljak                        | 2 / 151                  | 2020.    |
|         | Građansko-liberalni savez                                 | Glas    | socijalni liberalizam                   | Anka Mrak Taritaš                   | 1 / 151                  | 2020.    |
|         | Istarski demokratski sabor                                | IDS     | regionalizam socijalni liberalizam      | Boris Miletić                       | 3 / 151                  | 2020.    |
|         | Hrvatska stranka umirovljenika                            | HSU     | interesna stranka (prava umirovljenika) | Silvano Hrelja                      | 1 / 151                  | 2020.    |
|         | Stranka narodnog i građanskog aktivizma                   | SNAGA   | populizam reformizam                    | Goran Aleksić                       | 0 / 151                  | 2020.    |
|         | Narodna stranka – Reformisti (samo u 6 izbornoj jedinici) | NS-R    | liberalizam                             | Radimir Čačić (nije član koalicije) | 1 / 151                  | 2020.    |
|         | Primorsko-goranski savez                                  | PGS     | regionalizam liberalizam                | Darijo Vasilić                      | 0 / 151                  | 2020.    |
|         | Damir Bajs Nezavisna lista                                | DBNL    | lokalizam                               | Damir Bajs                          | 0 / 151                  | 2020.    |
|         | Međimurski demokratski savez                              | MDS     | regionalizam                            | Željko Pavlic                       | 0 / 151                  | 2020.    |

## Izbori

### Hrvatski parlamentarni izbori
| Izbori | Broj birača | %     | Broj zastupnika u saboru | Promjena | Dio Vlade? |
| ------ | ----------- | ----- | ------------------------ | -------- | ---------- |
| 2020.  | 414.615     | 24,87 | 41 / 151                 | ▼ 10     | Oporba     |